# Дегли (Вишкская волость)
Де́гли (латыш. Degļi, латг. Degli), также Дырво́нишки (латыш. Dirvoniški, латг. Dyrvuoniški, пол. Dyrwoniszki) — бывшее рассеянное село в Вишкской волости Аугшдаугавского края Латвии. Дегли находятся в северной части волости, между автодорогой государственного значения A13 (E 262) и Вигантами, неподалёку от комплекса АО «Латгалес беконс».
Последняя жительница села Дегли умерла ещё в 2009 году. А 14 июля 2011 года депутаты Аугшдаугавской краевой думы приняли решение лишить населенный пункт Дегли статуса села, в связи с тем, что в Дегли больше никто не живёт и нет ни одного зарегистрированного здания.